# Čiča
V Južni in Srednji Ameriki je čiča fermentirana (alkoholna) ali nefermentirana pijača, običajno pridobljena iz zrn koruze ali sadja . Čiča je koruzno pivo, znano kot chicha de jora in brezalkoholna pijača, kot je chicha morada. Arheobotaniki so našli dokaze za čičo iz koruze, lažnega poprovca Schinus molle in stročnice Prosopis. Čiča se lahko izdeluje tudi iz kvinoje, lobode (kañiwa) Chenopodium pallidicaule, arašidov (Arachis hypogaea), korena manioke (imenovanega tudi yuca ali kasava), palmovega sadja, krompirja, oke Oxalis tuberosa, chañarja (Geoffroea decorticans) ali različnih drugih plodov.
Medtem ko je čiča najpogosteje povezana s koruzo, se beseda v Andih uporablja za skoraj vsako domačo fermentirano pijačo in številne nefermentirane pijače. Veliko različnih koruznih zrn ali sadnih plodov uporabljajo za čičo v različnih regijah. Način, kako se čiča izdeluje in definira, se spreminja glede na regijo. 

## Etimologija in s tem povezane fraze
Točen izvor besede chicha je predmet razprav. Eno prepričanje je, da je beseda izvira iz Tainske civilizacije in postala splošni izraz v španščini za opredelitev vseh fermentiranih pijač, ki jih pijejo domorodna ljudstva v Amerikah. Možno je, da je bila ena prvih uporab izraza chicha pri ljudstvu Kuna (ali Guna), ki so živeli v Kolumbiji in Panami, Kuna. Vendar pa po besedah  Španske kraljeve akademije (Real Academia Española) in drugih avtorjev beseda prihaja iz Kuna besede chichab ali chiab, kar pomeni koruzo. Po besedah don Luis G. Iza izvira iz besede v jeziku Nahuatl chichiatl, kar pomeni 'fermentirano vodo'; glagol chicha pomeni 'kisla pijača' in pripona -atl, kar pomeni 'voda'. Te etimologije se med seboj ne izključujejo.
Skupni španski izraz Ni chicha ni limonada (niti čiča niti limonada) je približno enak slovenščini 'ne tič ne miš', ki se uporablja, kadar se nekaj ne uvrsti v kategorijo.

## Koruzna čiča

### Priprava
Chicha de jora je koruzno pivo, pripravljeno z nakaljeno koruzo, izvlečkom slada sladkorjev, vrenja pivine in fermentiranja v velikih posodah, tradicionalno velikih glinenih kadeh, več dni.
Običajno pivovar naredi čičo v velikih količinah in za to uporablja veliko te glinene posode. Te kadi se zlahka razgradijo in jih je mogoče uporabiti le nekajkrat. Pivovarji lahko uredijo svoje posode v vrstah, z ognjem na sredini, da zmanjšajo izgubo toplote .
Postopek za izdelavo čiče je v bistvu enak postopku pridelave pivovarskega ječmena. Tradicionalno uporabijo koruzo jora, vrsta sladke koruze iz Andov. Posebna vrsta ali kombinacija koruze, ki se uporablja pri izdelavi chicha de jora pove, kje je bila izdelana.  Nekateri dodajo kvinojo ali druge dodatke, da bi zagotovili gostoto; potem jo kuhajo. Med procesom vrenja se čiča premeša in gazira tako, da se prepreči prevretje. Chancaca, trda oblika sladkorja (kot sladkorni trs), pomaga pri procesu fermentacije. Drugi načini za izdelavo čiče so, da ljudje žvečijo koruzo, nato to pljuvajo v vodo in pustijo mešanico fermentirati nekaj tednov. Po mletju koruze in pivske pijače se čiča nato preseje. Tradicionalno se precedi skozi veliko krpo. Toko se loči koruza od čiče. 
V nekaterih kulturah, namesto kaljenja koruze, da sprostijo škrob v njej, koruzo žvečijo da se navlaži v ustih in se oblikuje v majhne kroglice, ki jih nato splaknejo in posušijo . Naravno nastajajoči encimi ptyalin v slini katalizirajo razgradnjo škroba v koruzi v maltozo. Ta postopek žvečenja zrn ali drugega škroba je bil uporabljen pri proizvodnji alkoholnih pijač v antičnih kulturah po vsem svetu, med drugim tudi na Japonskem. Čiča pripravljena na ta način, je znana kot chicha de muko. 
 Chicha morada je nefermenirana čiča, ki je običajno narejena iz klasa vijolične koruze (maíz morado), ki se kuha z ananasovo skorjo, cimetom in klinčki. To da močno, vijolično obarvano tekočino, ki jo nato pomešajo s sladkorjem in limono. Ta pijača se po navadi pije kot osvežitev. V zadnjih letih so našli številne zdravstvene prednosti vijolične koruze.  Chicha morada je pogosta v bolivijskih in perujskih kulturah in se jo navadno pije kot spremljevalna hrana.
Ženske so najbolj povezane s proizvodnjo čiče. Moški in otroci so vpleteni v proces izdelave čiče, ženske pa nadzorujejo proizvodnjo in distribucijo . Za mnoge ženske v andski družbi je izdelava in prodaja čiče ključni del njihove identitete, saj zagotavlja znatno količino politične moči in vpliva.

### Uporaba
Chicha de jora je že tisočletja pripravljena in uporabljena v skupnostih v Andih. Inki so jo uporabljala za ritualne namene in to v velikih količinah med verskimi festivali. Mline v katerih so jo verjetno pripravljali, so našli v Machu Picchuju.
V Inkovskem imperiju so ženske poučevale tehnike izdelave piva čiča v Aqlla Wasi (ženske šole). 
Vendar pa je v zadnjih letih tradicionalno pripravljena čiča vedno bolj redka. Samo v majhnem številu mest in vasi v Boliviji , Peruju, Ekvadorju, Kolumbiji in Kostariki, jo še vedno pripravljajo. 
Še vedno je zelo priljubljena po južnem Peruju, kjer se prodaja v vsakem mestnem središču in v stanovanjskih soseskah večjih mest. Običajno se prodajajo v chicherias, ki je sestavljena iz neuporabljene sobe ali kota v notranjosti dvorišča doma. Ta podjetja običajno delujejo brez dovoljenj in znatno povečajo dohodek družine. Na lokal kaže bambusova palica, ki drži odprta vrata in je okrašena pogosto z rdečo zastavo, rožami, trakovi ali barvnimi plastičnimi vrečkami.
Običajno se prodajajo v velikih kozarcih (1/2 litrskih), ki jih je treba spiti na lokaciji ali v litrih, če jo vzamete domov. Čiča se prodaja naravnost iz posode za kuhanje, kjer je bila pripravljena. Na območju Cuzca pogosto pivec najprej kapne del peneče tekočine na tla z besedami »Pachamama, santa tierra« (Pachamama je v kečuanščini 'mama Zemlja', santa tierra v španščini 'blagoslovljeno tla'), tradicija iz časa španskega osvajanja. Ta tradicija prelivanja prvega dela pijače (vključno s pivom) je zdravica tudi v visokogorju Bolivije (kjer je znano kot ch'alla), s pojasnilom, da dajo prvi sadež materi Zemlji.
Chicha morada naj bi znižala krvni tlak. Chicha de jora se tudi proučuje kot protivnetno sredstvo za prostato.
Čičo je mogoče mešati s Coca sek, kolumbijsko pijačo iz listov koke.

## Regionalne različice
Obstajajo številne regionalne sorte čiče, ki jih je mogoče približno razdeliti na nižinske (Amazonia) in hribovske sorte, ki jih je veliko.

### Amazonija
V celotnem Amazonskem bazenu (vključno z notranjostjo Ekvadorja, Peruja in Brazilije) je čiča običajno izdelana iz kasave, vendar je znano, da se uporablja tudi banane za kuhanje.  Tradicionalno so ženske žvečile oprano in luščeno kasavo in pljuvale sok v skledo. Korenina kasave je zelo škrobna, zato encimi v slini hitro pretvorijo škrob v preprost sladkor, ki ga še naprej pretvarjajo divji kvas ali bakterije v alkohol. Po tem, ko sok v skledi nekaj ur fermentira, bo rezultat rahlo sladka in kisla čiča, podobna po videzu na nemastnemu mleku. V perujski Amazoniji se pijača imenuje masato.
Tradicionalno je, da družine ponudijo čičo gostom. Otrokom se ponudi sveža čiča, ki ni fermentirala, medtem ko odraslim ponudijo fermentirano čičo; najbolj visoko fermentirana čiča, ki ima pomembno vsebnost alkohola, je rezervirana za moške.

### Bolivija
V Boliviji je čiča najpogosteje narejena iz koruze, zlasti v visokogorju, vendar je čiča iz amaranta tudi tradicionalna in priljubljena. Čiča, narejena iz sladke manioke ali banane, je prav tako pogosta v nižinskih predelih . Dober opis bolivijskega načina izdelave čiče najdemo v Cutler, Hugh in Martin Cardenasu, Chicha a native South American Beer. 

### Čile
V Čilu sta dve glavni vrsti čiče: jabolčna čiča, proizvedena v južnem Čilu in grozdna čiča, proizveden v osrednjem Čilu. Obe sta alkoholni pijači brez destilacije, samo fermentirani. Čiča se večinoma porabi na podeželju in med praznovanji, kot je Fiestas Patrias 18. septembra. Čiča običajno ni mogoče najti v uradnih trgovinah, razen če je blizu 18. septembra. 

### Kuba
V vzhodnih delih Kube je pijača, ki temelji na fermentiranih ananasovih skorjah (podobna mehiškemu tepache), imenovana čiča.

### Kolumbija
V Bogoti, glavnem mestu današnje Kolumbije, je recept preprost; kuhana koruza s sladkorjem, fermentirana šest do osem dni. , 

### Ekvador
Večji festival čiča piva, Yamor, poteka v začetku septembra v Otavalu. Ima svoje korenine v 1970-ih, ko so se domačini odločili za oživitev stare tradicije označevanja pridelave koruze pred septembrskim ekvinocijem. Ti domačini so govorili kečuanščino in Yamor je bilo ime za čičo. Festival vključuje glasbene skupine, parade, ognjemete in pokušanje čiče. 

### Salvador
V Salvadorju se čiča običajno nanaša na alkoholne pijače, narejene iz koruze, panele (nerafiniran trsni sladkor) in ananasa. Uporablja se kot pijača in tudi kot sestavina za številne tradicionalne jedi, kot je Gallo en Chicha (tradicionalna piščančja jed), lokalna različica Coq au vin (piščanec z vinom, lardoni, gobami in po želji česnom). Brezalkoholna različica, ki se po navadi imenuje fresco de chicha (čiča brezalkoholna pijača), je narejena z enakimi sestavinami, vendar ni fermentirana.

### Honduras
V Hondurasu je ljudstvo Pech izvajal obred Kesh, kjer je šaman kontaktiral duhovni svet. Kesh bi se lahko držal iz različnih razlogov, nekaj pa tudi, da bi pomirili jezne duhove ali pomagali pokojnemu članu skupnosti na poti po smrti. V tem obredu so pili čičo narejeno iz juke. Obred se ne izvaja več, pijača pa je še vedno namenjena posebnim priložnostim samo v družini. 

### Nikaragva
V Managui in Granadi je chicha de maiz tipična pijača, nefermentirana in zelo mrzla. Pogosto ima okus banan ali vanilije, prodajalke pa lahko slišijo, ko na trgih kličejo »¡Chicha, cafe y jugo frio!«.
Nikaragovska chicha de maiz je narejena iz koruze namočene čez noč v vodi. Naslednji dan se zmelje in doda v voda, doda se rdeče barvilo in celotna zmes kuha. Ko se ohladi se doda sladkor in več vode. Naslednji dan se doda dodatna voda, sladkor in aroma. Čeprav je na voljo fermentirana čiča, je nefermentiran tip najpogostejši.

### Panama
V Panami lahko čiča preprosto pomeni sadno pijačo. Nefermentirana čiča se pogosto imenuje batido, drugo ime za vsako pijačo, ki vsebuje sadni pire. Lokalno, med ljudstvom Kuna ali Gundetule, veriga otokov San Blas, se chicha fuerte nanaša na fermentirano koruzo in babičino zmes, ki jo uživajo v posebnih ali svetih dneh. Medtem ko se chicha fuerte najbolj tradicionalno nanaša na čičo iz kaljene koruze (kalitev pomaga pri pretvorbi škroba v sladkor), se lahko poljubno sadje fermentira v edinstvene domače različice pijače. Na podeželskih območjih je chicha fuerte osvežitev med delom in po njem v skupnosti (juntas) ter med plesom (tamboritos).

### Peru
Pomembnost čiče v družbenem in religioznem svetu Latinske Amerike je najbolje spoznati po osrednji vlogi pijače v starodavnem Peruju. Koruza je veljala za sveto zrnje, zato je imela čiča zlasti zelo visok status. V velikih količinah je bila porabljena med in po žetvi in po njej, zato je bilo praznično razpoloženje s petjem, plesom in šalami. Darovali so jo bogov in prednikom, podobno kot druge fermentirane pijače po vsem svetu. Na primer v inkovski prestolnici Cuzco je kralj prelil čičo v zlato skledo na popku vesolja, okrašenem kamnitem podiju s prestolom in stebrom, na osrednjem trgu. Čiča je po tem stekla v tempelj Sonca, da so veseli gledalci gledali kako bog pije pivo. Na večini festivalov so navadni ljudje po glavnem prazniku sodelovali v dnevih neizmernega pitja, da so se Španci zgražali nad pijanci.
Človeške žrtve je bilo treba najprej umiti s čičo, nato pa so jih hranili po cevi s še več čiče, medtem ko so ležali pokopani v grobu. Posebna svetišča, razpršena po celotnem imperiju in mumije kraljev in prednikov so ritualno kopali v koruzni moki in predstavljali z darovano čičo v spremljavi plesa in glasbe. Tudi danes Perujci zlijejo nekaj čiče na »mati Zemljo« iz skupne skodelice, ko sedejo skupaj, da bi pili; skodelica nato potuje po vrstnem redu in socialnem statusu pivca, kot zaporedje daritve. 

### Venezuela
V Venezueli sta chicha ali chicha de arroz narejena iz kuhanega riža, mleka, sladkorja; je na splošno bele barve in ima konsistenco jajčnega likerja. Običajno se uporablja kot sladka, osvežilna pijača s cimetom ali kondenziranim mlekom. Ne vsebuje alkohola, ker ni fermentirana. Včasih je narejena iz testenin ali zdroba namesto riža in se imenuje chicha de pasta. 
V večini velikih mestih jo ponujajo na ulici ljudje, ki se običajno imenujejo Chicheros, in uporabljajo mešanico moke in samo dodajo vodo in zdrobljen led in slamico, lahko na zahtevo dodajo cimet, čokoladni čips ali sladko kondenzirano mleko na vrhu. Kupi se tudi v komercialnih predstavitvah, tako kot je mleko in sokovi. Venezuelske andske regije (kot je Mérida) izdelujejo alternativno različico z dodanim fermentiranim ananasom, ki ima bolj likerski okus. Ta vrsta se običajno imenuje Chicha Andina in je tipična božična pijača.

## Socialni pomen

### Identiteta
Čiča je način, s katerim se ljudje lahko identificirajo z idejami o spolu, rasi, državljanstvu in skupnosti. Ljudem omogoča, da gradijo skupnost in kolektivno identiteto, ki je pomembna za ohranjanje in ustvarjanje novih socialnih mrež. Pogosto se uporabi v okviru praznikov, ki so močan prostor za izgradnjo teh povezav. Čiča in njena izdelava ima veliko težo v družbeni organizaciji in družbenem položaju. 